# Minori

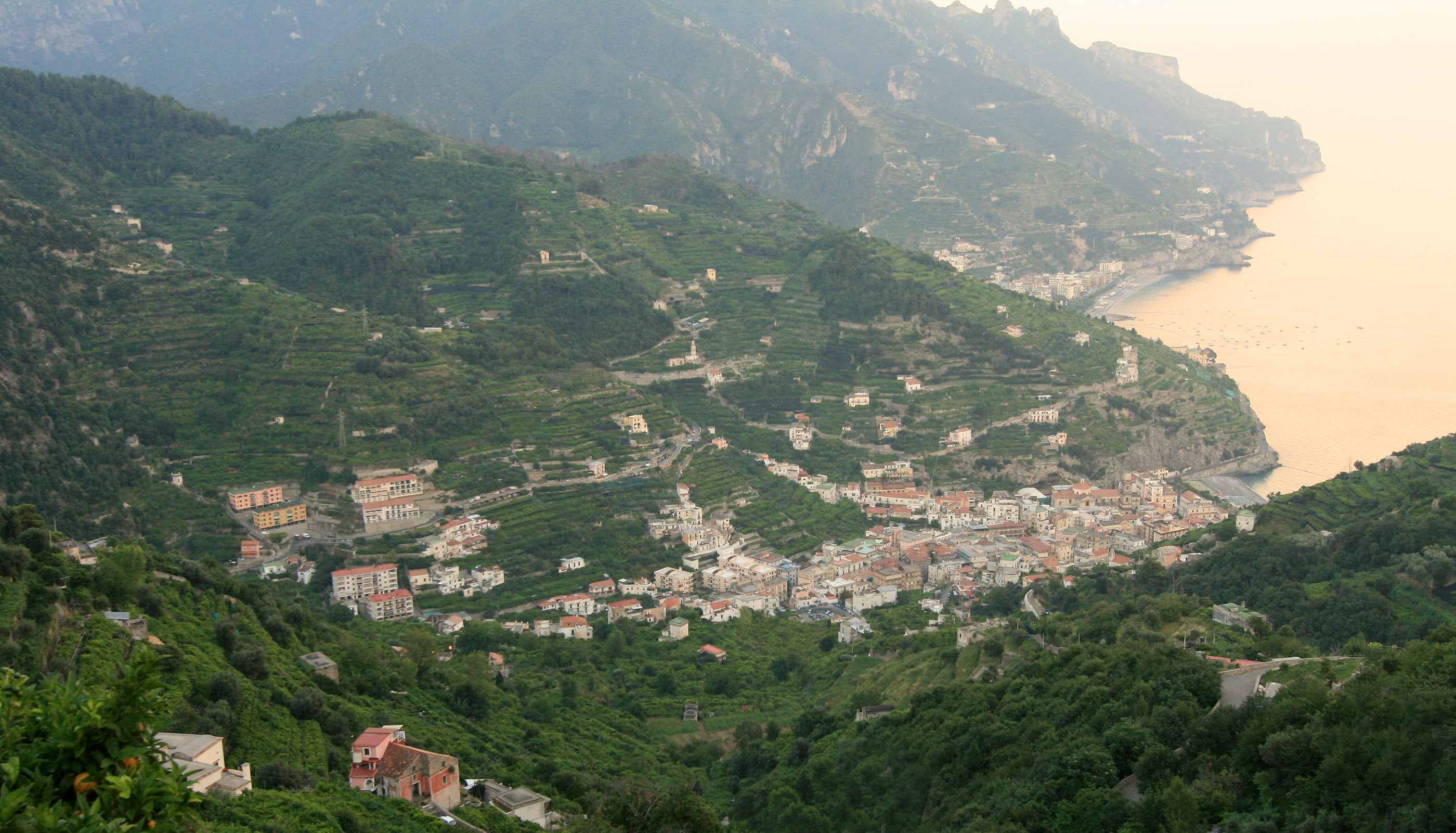
Blick auf Minori

Minori ist eine italienische Gemeinde mit 2590 Einwohnern (Stand 31. Dezember 2023) in der Provinz Salerno in der Region Kampanien an der Amalfiküste. Sie gehört zur Bergkommune Comunità Montana Monti Lattari - Penisola Sorrentina. Die wirtschaftlichen wesentlichen Einnahmen kommen durch den Tourismus und Fischfang.

## Geografie
Die Nachbargemeinden sind Maiori und Ravello. Die Ortsteile sind Montecita, Torre Paradiso, Via Monte, Via Pioppi, Via Torre und Villa Amena.

## Sehenswürdigkeiten
Minori lebt im Wesentlichen vom Tourismus. Demzufolge ist die Strandpromenade und die unmittelbar angesiedelte kleine Altstadt die Hauptsehenswürdigkeit der kleinen Kommune direkt am Meer und unmittelbar neben dem deutlich größer gelegenen Ort Maiori. Beide Städte wurden 1954 nach heftigen Regenfällen von einer Schlammlawine überrollt und dabei teilweise zerstört. Der Baustil der 1950er Jahre prägt seitdem nach dem Wiederaufbau beide Städte. Minori ist meist Ausgangspunkt für Wanderungen entlang der Amalfiküste, u. a. nach Amalfi oder Ravello.
Im Ort sind jedoch noch antike römische Reste eines Thermalbades in der „Villa Romana Marittima“ zu sehen, dessen Überreste wie Fresken, Mauerreste und Tongefäße in dem örtlichen Museum besichtigt werden können. Weiterhin ist die Basilika "Santa Trofimena" aus dem Jahr 1200 mit dem bauzeitlichen Glockenturm „Campanile dell‘ Annunziata“ sehenswert, der auf einem Felsvorsprung über der Amalfiküste thront.
Der Ort ist weiterhin für seine Nudelspezialitäten sowie für den Zitronenanbau bekannt.

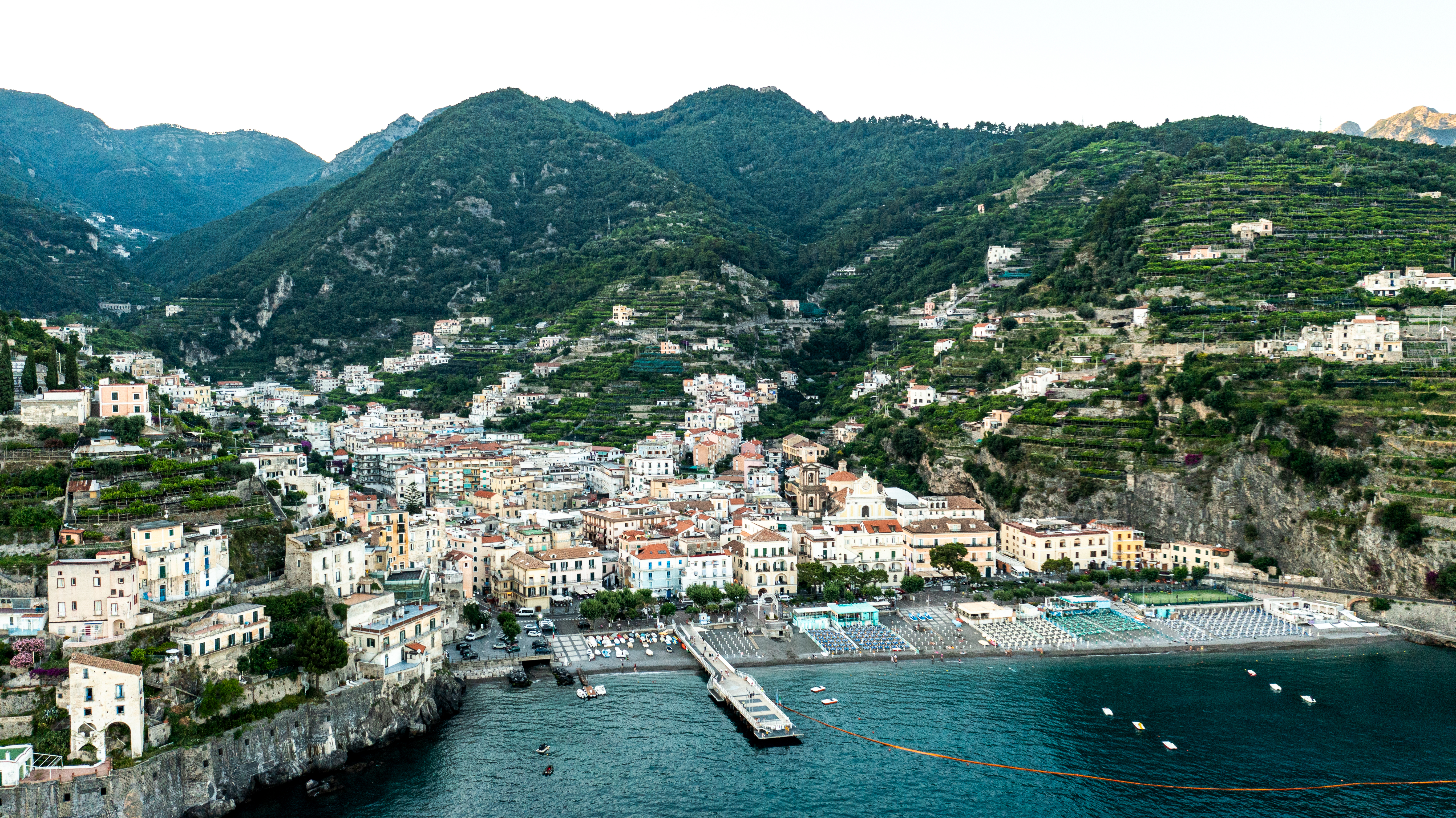
Minori mit Strand, Juni 2023

## Söhne und Töchter
- Gennaro Contaldo (* 1949), Koch, Restaurantbesitzer und Kochbuchautor